# Francisco Audenino
Francisco Audenino  (Buenos Aires, ¿? - ibídem, 1964) fue un actor argentino que tuvo una extensa trayectoria en el cine de su país como actor de sostén.

## Carrera
En la pantalla grande debutó en 1935 en el filme Internado  y algunas de sus mejores interpretaciones fueron en  Uéi Paesano (1953) y Vacaciones en la Argentina (1960).
En teatro integra  la "Compañía de Comedias Pepe Arias" en 1945, la "Compañía de teatro Luis Sandrini" en 1950 y la "Compañía Argentina de Sainetes del 900" en 1960 compartiendo escena con actores de la talla de Alberto Bello, Olinda Bozán, Augusto Codecá, Luis y Eduardo Sandrini, Elda Dessel, Chola Osés, Nelly Panizza y Antonio Provitilo.

## Filmografía
Actor
- Esta tierra es mía   (1961)
- Culpable   (1960) …Huelguista
- Vacaciones en la Argentina   (1960)
- La venenosa    (1958)
- Detrás de un largo muro   (1958)
- Procesado 1040   (1958)
- El jefe   (1958)
- Un centavo de mujer   (1958)
- Una viuda difícil   (1957)
- La pícara soñadora   (1956)
- Después del silencio   (1956)
- El barro humano   (1955)
- El hombre que debía una muerte   (1955)
- Cuando los duendes cazan perdices   (1955)
- Los ojos llenos de amor   (1954)
- Guacho   (1954)
- Uéi Paesano   (1953)
- La casa grande   (1953)
- Ellos nos hicieron así   (1953)
- El conde de Montecristo   (1953)
- Las aguas bajan turbias   (1952)
- Como yo no hay dos   (1952)
- Concierto de bastón   (1951)
- Derecho viejo   (1951)
- Pasó en mi barrio   (1951)
- Cosas de mujer   (1951)
- Tierra extraña   (1951)
- Sombras en la frontera   (1951)
- El patio de la morocha  o Arriba el telón     (1951)
- Valentina   (1950)
- El seductor   (1950)
- La vendedora de fantasías   (1950)
- Don Fulgencio (El hombre que no tuvo infancia)   (1950)
- Esposa último modelo   (1950)
- Buenos Aires a la vista   (1950)
- Avivato   (1949)
- Danza del fuego   (1949)
- Rodríguez supernumerario   (1948)
- El tambor de Tacuarí   (1948)
- Mirad los lirios del campo   (1947)
- Vacaciones   (1947)
- La senda oscura   (1947)
- Las tres ratas   (1946)
- Cruza   (1942)
- Un bebé de París   (1941)
- Petróleo   (1940) …Él mismo
- Nuestra tierra de paz   (1939)
- Busco un marido para mi mujer   (1938)
- La vuelta de Rocha   (1937) …López
- Internado   (1935)

## Teatro
- El amor salvaje (1923), por Hércules Demaria y Olga Cossettini.
- Don Fernández (1943). Con la Compañía Argentina de Comedias Pepe Arias. Con Malvina Pastorino, Alberto Bello, María Armand, Juan Serrador, Leticia Scuri, María Santos, Adolfo Linvel, Alberto Bello (hijo), Humberto de la Rosa, Marcelle Marcel,, Carlos Pamplona y gran elenco.
- Boite Rusa (1948)
- La mujer del panadero (1947), dirigida por Francisco Madrid en el Teatro Cómico.
- Cuando los duendes cazan perdices (1950)
- Tangolandia (1950)
- Cuando las mujeres dicen sí (1953)
- Sabotaje en el infierno (1955)
- Juancito de la Ribera (1960)
- Caramelos surtidos (1960)[2]